# Inkaro stadionas
Inkaro stadionas – stadion piłkarski w Kownie, na Litwie. Został otwarty w 1937 roku. Może pomieścić 4000 widzów. W przeszłości gospodarzem obiektu był m.in. klub Inkaras Kowno, mistrz Litwy z lat 1995 i 1996.